# Stèle du Prêtre
Vous lisez un « article de qualité » labellisé en 2025.
La stèle du Prêtre, appelée aussi stèle du Prêtre-à-l'Enfant, est une stèle de calcaire retrouvée en 1921 sur le site archéologique de Carthage, plus précisément dans le tophet, dans l'actuelle Tunisie.
Découverte lors de fouilles illégales, elle est le déclencheur de recherches qui se veulent méthodiques au tophet de la cité punique, qui se sont poursuivies pendant un demi-siècle de façon discontinue. Toutefois, ces fouilles réalisées n'ont pas couvert l'ensemble du site antique, du fait d'investigations ayant suivi les acquisitions successives de parcelles, de méthodologies parfois approximatives, et de l'urbanisation importante dans l'ancienne capitale de la province romaine d'Afrique pendant la période du protectorat français, puis à la fin de la Seconde Guerre mondiale, et enfin depuis l'indépendance du pays.
Elle est actuellement conservée au musée national du Bardo. Par une interprétation de la rare figuration humaine, un individu identifié comme un prêtre avec un enfant dans les bras, elle a constitué une pièce à charge dans le débat qui a agité les spécialistes à propos de la question des sacrifices humains à l'époque punique et qui n'est pas encore tranchée par les spécialistes de la civilisation carthaginoise. En dépit du caractère non déterminant du monument pour régler une question historiographique majeure pour l'étude de cette civilisation, la stèle demeure incontournable, pourvue selon Hélène Bénichou-Safar d'une « exceptionnelle célébrité ».

## Histoire

### Tophet de Carthage

#### Connaissance très faible de la topographie religieuse de la Carthage punique

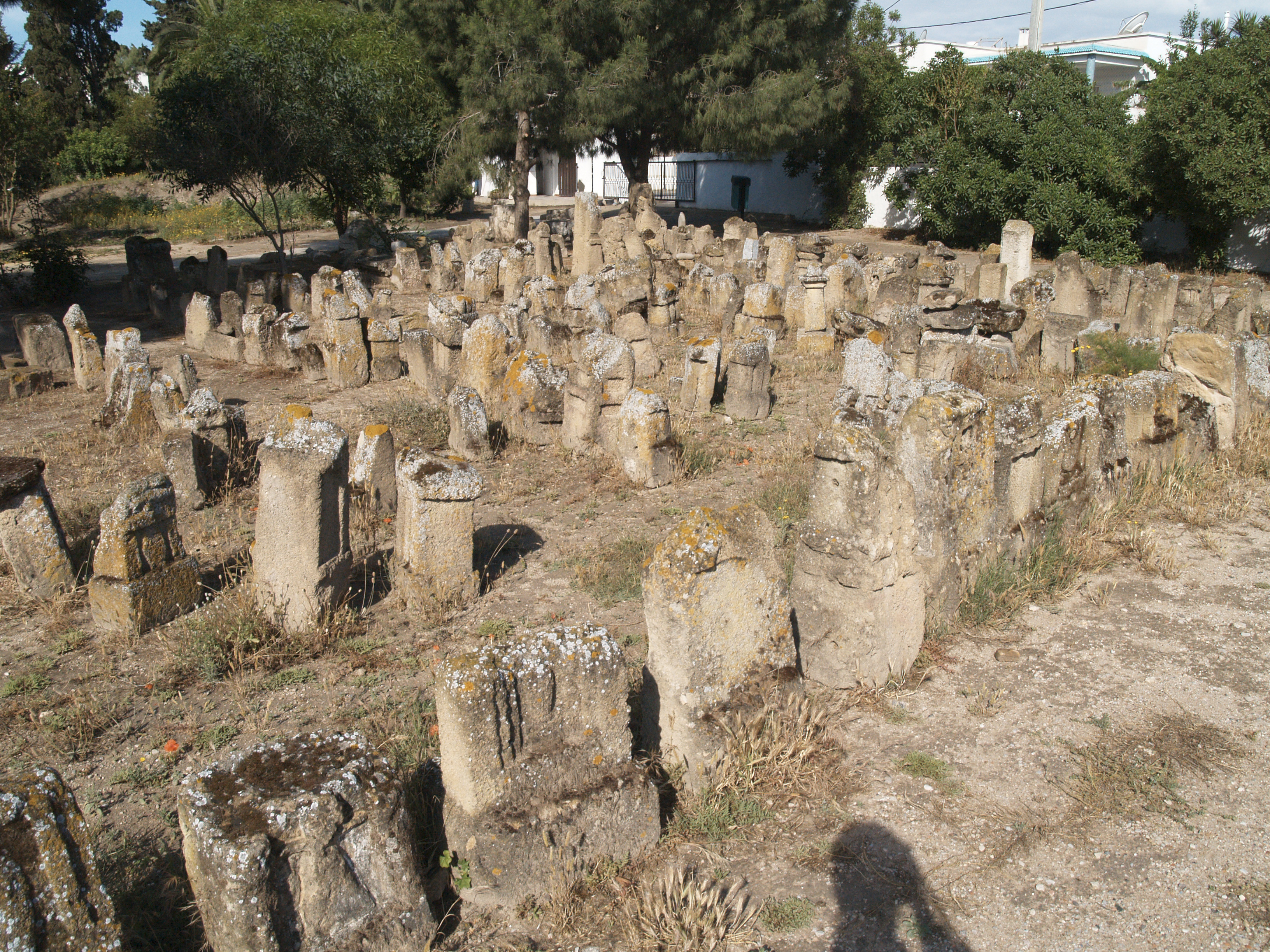
Vue générale d'une partie du tophet de Carthage.

Peu de temples d'époque punique ont été reconnus par l'archéologie à Carthage même. Certains sanctuaires sont connus par les sources écrites non puniques, comme le temple d'Eshmoun, lieu de la résistance des derniers combattants et de leur famille lors de l'incendie qui ravage la cité lors de l'assaut à la fin de la troisième guerre punique. D'autres sites sont connus par l'archéologie, que ce soit au début du XXe siècle ou lors des fouilles de la fin du XXe siècle, en particulier les fouilles réalisées lors de la campagne de l'Unesco « Pour sauver Carthage ». Hédi Dridi a recensé 22 lieux de culte destinés à un « panthéon cosmopolite », d'origine phénicienne, autochtone et également grecque et égyptienne.
Tophet est un terme issu de l'hébreu qui désigne un sanctuaire ouvert. Les morts dans la civilisation punique étaient déposés dans des nécropoles ou dans les tophets. Les tophets, selon Hélène Bénichou-Safar, accueillaient des jeunes enfants âgés de moins de six mois et, éventuellement, de jeunes animaux. Le tophet était selon elle à la fois un lieu de culte et un cimetière pour enfants.

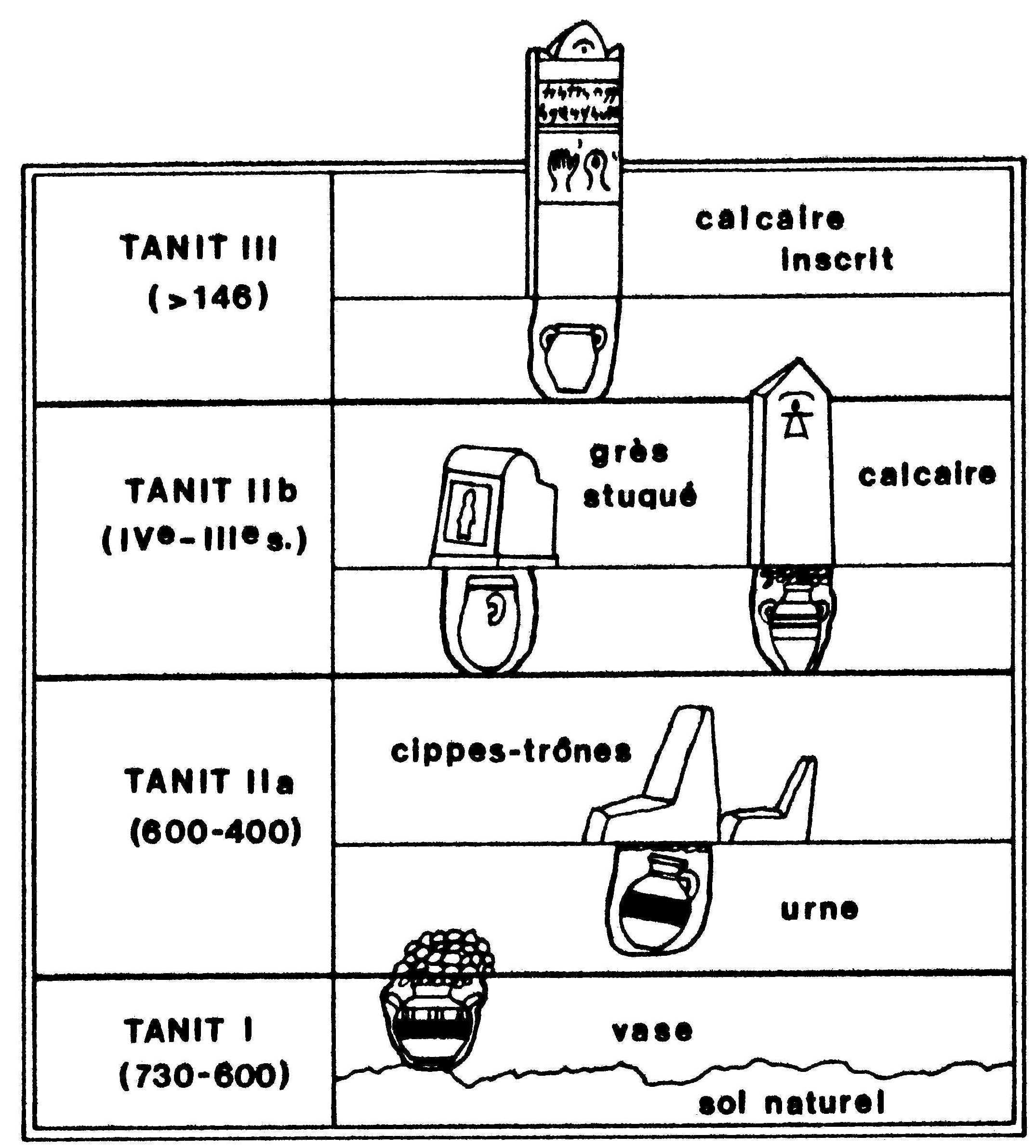
Stratigraphie du tophet (fouilles ASOR en 1976-1979).

Le tophet est un enclos ouvert composé de divers niveaux d'occupation : chaque urne comportant des cendres funéraires est marquée par un bétyle, un cippe ou une stèle. L'évolution des urnes en céramique et des stèles a permis de dater les différentes couches d'occupation. Quatre périodes ont été identifiées. Les urnes peuvent contenir des objets tels que des éléments de colliers, outre des ossements d'enfants en bas âge ou d'animaux. Les stèles comportent parfois l'« inscription dédicatoire de la victime ». Les dédicaces mettent en avant Ba'al Hammon ou Tanit. Les stèles sont d'« un laconisme désespérant ».
Le tophet de Carthage occupe le même emplacement pendant toute la durée de l'histoire phénico-punique de la ville. De nombreuses stèles ont été découvertes de façon dispersée sur le site archéologique de Carthage, « isolées ou en groupes, mais jamais en place ». La découverte la plus importante de stèles, 2 000, a lieu en 1873 par Jean-Baptiste Évariste Charles Pricot de Sainte-Marie mais la cargaison sombre avec le Magenta dans le port de Toulon le 31 octobre 1875.

#### Site mal fouillé et encore méconnu auXXIesiècle
Le site est sauvé d'une destruction complète et des fouilles parfois dénuées de méthode y ont lieu, aboutissant à une « documentation […] émiettée et dispersée » qui est rassemblée au début des années 2000 par Hélène Bénichou-Safar. Une dizaine de campagnes de fouilles a lieu sur une soixantaine d'années, mais la fouille du site n'a jamais été totale. La fouille du site du tophet a été « au cœur des concurrences internationales » et le site est un « enfer de l'archéologie » selon Clémentine Gutron, anthropologue et spécialiste de l'histoire de l'archéologie en Tunisie.

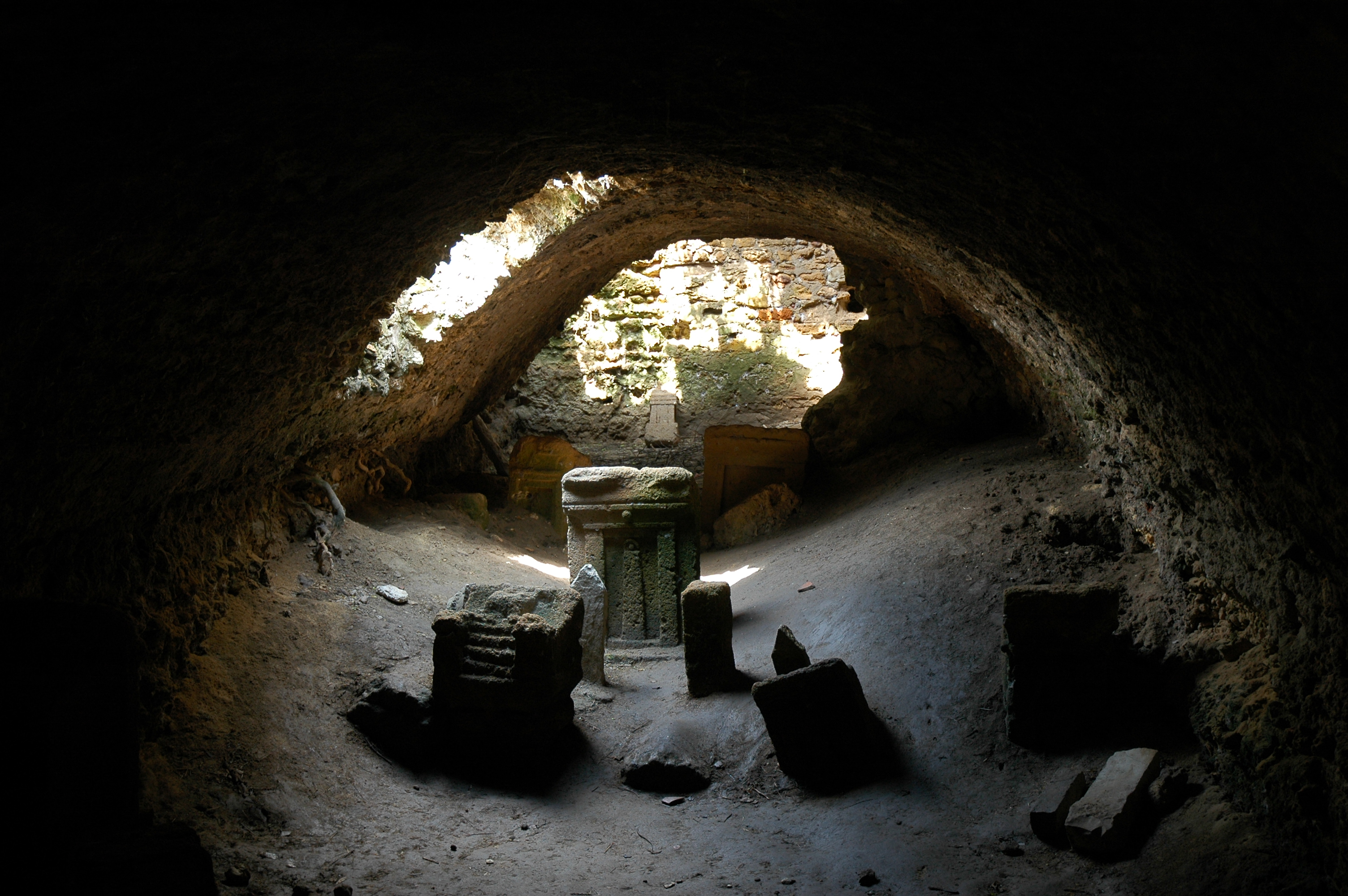
Tophet sous des fondations datables de l'époque de la domination romaine, un souterrain selon François Icard.

Aucun élément ne permettant d'identifier un temple distinct du champ de stèles n'a été mis au jour au tophet au début des années 2000. Un temple dans le secteur d'un tophet est connu sur d'autres sites comme à Motyé, Monte Sirai, Sulcis et Bithia. Hélène Bénichou-Safar évoque un temple d'une certaine taille consacré à Ba'al Hammon.
Le tophet conservé de nos jours est une partie seulement de l'espace initial du tophet, en raison des rassemblements de parcelles qui ont eu lieu tout au long de l'histoire des recherches du site. L'urbanisation du secteur empêche par ailleurs d'en connaître les limites précises. La même connaissance partielle touche également les tophets de Sousse et Cirta, contrairement à des sites italiens qui ont pu être fouillés intégralement, comme à Motyé, Monte Siraï ou Tharros. Le site occupait une surface de plus de 3 000 m2 et a livré plus de 10 000 ex-votos. La localisation précise des stèles mises au jour sur le site du tophet n'est pas possible, et cet état de fait concerne évidemment un artefact mis au jour lors de fouilles clandestines.

### Stèle du prêtre: histoire et redécouverte

#### Histoire ancienne
La stèle est un monument funéraire qui surmontait une urne contenant les restes brûlés d'un défunt et accompagnés parfois de bijoux. Il n'existe aucune information sur l'urne qui accompagnait la stèle du Prêtre ou sur l'éventuel mobilier qui y était déposé. Le site de Carthage a livré de nombreuses stèles mais pas en place. Ces stèles de Carthage présentent toutefois « un ensemble homogène » qui est en outre « le plus important et le plus varié ». Les stèles trouvées à Carthage se distinguent de celles des autres sites puniques par une iconographie et une technique spécifiques.
Madeleine Hours-Miédan date les représentations figurées du IVe siècle av. J.-C., ainsi que cette stèle en particulier. Celle-ci est datée du même siècle par Aïcha Ben Abed et du IIIe siècle av. J.-C.-IIe siècle av. J.-C. par Abdelmajid Ennabli. Mohamed Yacoub propose la date de la fin du IVe ou du début du IIIe siècle av. J.-C.. Du fait du décor et de la forme du monument, M'hamed Hassine Fantar propose la même datation que Yacoub.

#### Découverte déclenchant les fouilles du tophet
Une aire sacrée est « pressentie » dès 1817. Dès le milieu du XIXe siècle, des stèles sont découvertes en différents endroits du site de Carthage lors de fouilles clandestines, de travaux de construction ou même d'orages violents. Les découvertes ont lieu dans des terrains très bouleversés. En 1921 est mise au jour la stèle du Prêtre dans le cadre de fouilles archéologiques clandestines, très fréquentes à l'époque, menées par un Tunisien. Elle est proposée « sous le manteau » par un pourvoyeur à des amateurs éclairés d'antiquités en décembre 1921. L'amateur qui l'acquiert semble avoir été inspecteur de police à Tunis. François Icard évoque pour sa part une découverte de la stèle lors d'extraction de pierres issues d'un « vaste monument romain » dont les matériaux devaient permettre de construire une villa. La stèle est présentée alors à Paul Gielly.

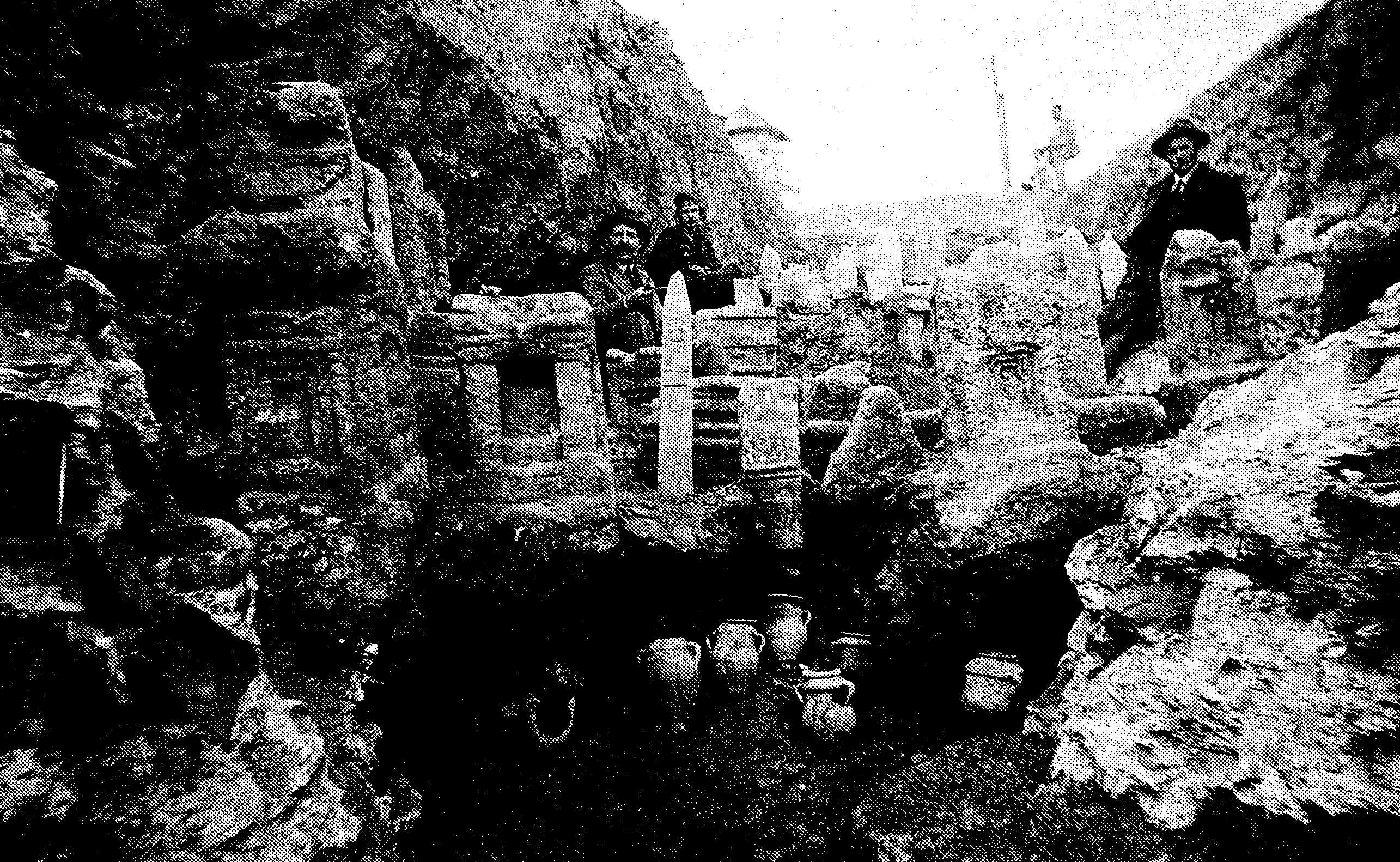
Fouilles du tophet de Carthage de 1921.

Gielly et Icard, fonctionnaires en poste en Tunisie (fonctionnaire municipal à Carthage pour le premier et inspecteur de police pour le second) et amateurs, décident de mettre fin à la clandestinité, prenant connaissance fin décembre 1921 du lieu précis de la découverte de l'item à proximité du port de commerce, au lieu-dit Salammbô, à la suite d'une filature menée sur le pourvoyeur. Ils découvrent sur le site livré à la « destruction de très beaux cippes ou autels en grès coquillier marin ».
L'achat d'une partie du terrain de la découverte est conclu sur le champ, et ouvre ainsi à la recherche le tophet de Carthage, mettant fin au pillage des stèles et à la destruction du sanctuaire. Icard et Gielly y pratiquent des fouilles à partir de janvier et jusqu'à l'automne 1922. Ils fouillent une tranchée de 42 m de long sur 5 m de large, sur une profondeur supérieure à 5 m. Les analyses menées sur les cendres présentes dans les urnes sont très vite identifiées comme des cendres humaines, ce qui ravive le débat sur la pratique de sacrifices humains.
La stèle du Prêtre rejoint les collections du musée national du Bardo. La découverte de la stèle « inaugur[e] pour nous l'histoire du sanctuaire de Carthage » selon Hélène Bénichou-Safar. La découverte de la stèle est signalée très vite à l'Académie des inscriptions et belles-lettres.

## Description
La stèle comporte le numéro d'inventaire no 125 du musée national du Bardo, et également la référence stèle Icard C 217.

### Description générale

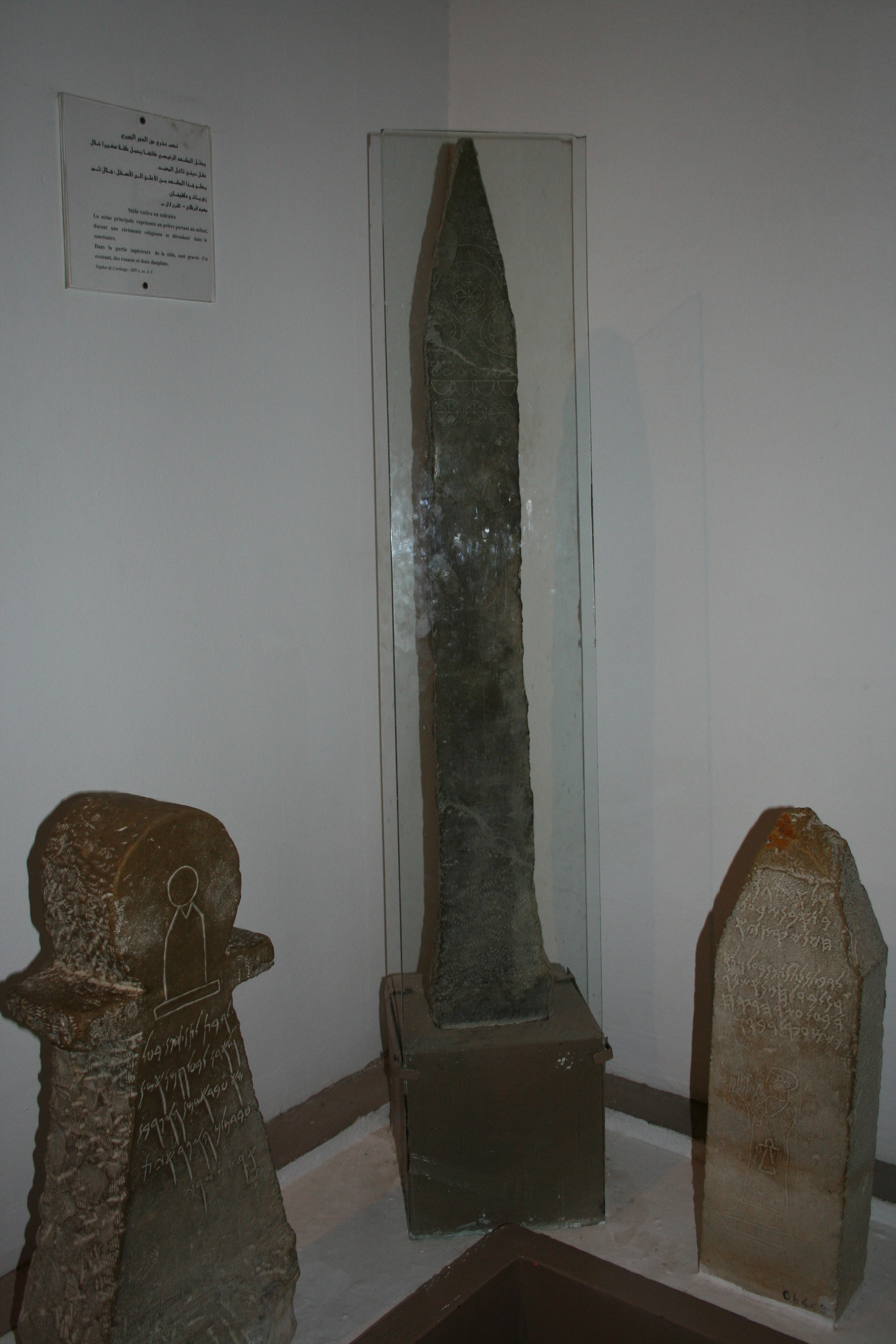
Vue générale de la stèle au milieu de deux autres stèles au musée national du Bardo en 2008.

La stèle en calcaire gris-bleu de la région ou « noirâtre », en forme d'obélisque, mesure plus d'un mètre de haut (1,20 m selon Hédi Slim et Nicolas Fauqué et 1,18 m sur 0,18 m selon Slim et alii). Le côté gauche est abîmé. La stèle a une épaisseur de 0,12 m.
La stèle, « élancée, harmonieuse », ne porte pas d'inscription mais est pourvue d'une « gravure soignée ». Il y a des motifs sur plusieurs registres, motifs qui sont gravés sur la pierre « à la roulette », « d'un trait fin et élégant », selon la technique de la toreutique.

### Iconographie de la stèle

#### Agencement général des motifs
La stèle du Prêtre présente « un agencement savant des motifs ».
La partie supérieure présente un croissant de lune, un disque solaire, deux symboles évoquant les divinités principales du panthéon punique, Ba'al Hammon et Tanit, des rosaces et deux dauphins qui représentent l'Océan céleste et sont opposés. Les dauphins sont également « divergents ». Sur les frises sont également présents des oves et des rosaces, sans aucune limite marquée. Il y a également « une ligne de flots ». La ligne du sol est marquée par un trait.
Au-dessus du croissant de lune du sommet se trouvent « deux rinceaux en S formant ailettes ». Au-dessous du croissant de lune une rosace comporte huit pétales. Trois rosaces sont situées au-dessus des personnages.
Les symboles ont peut-être « une valeur spirituelle » : la roue qui est présente dans les monnaies de Sidon et dans la religion hébraïque est ainsi considérée parfois comme un symbole « destiné à symboliser la présence divine ». La frise d'oves est peut-être une synecdoque, la représentation d'une partie du temple par une partie de son architecture. La représentation peut aussi symboliser la simple représentation d'une partie de l'édifice cultuel. Le répertoire iconographique des stèles, avec des symboles et des représentations diverses, est une source de connaissance importante.

#### Personnages traités de façon différenciée

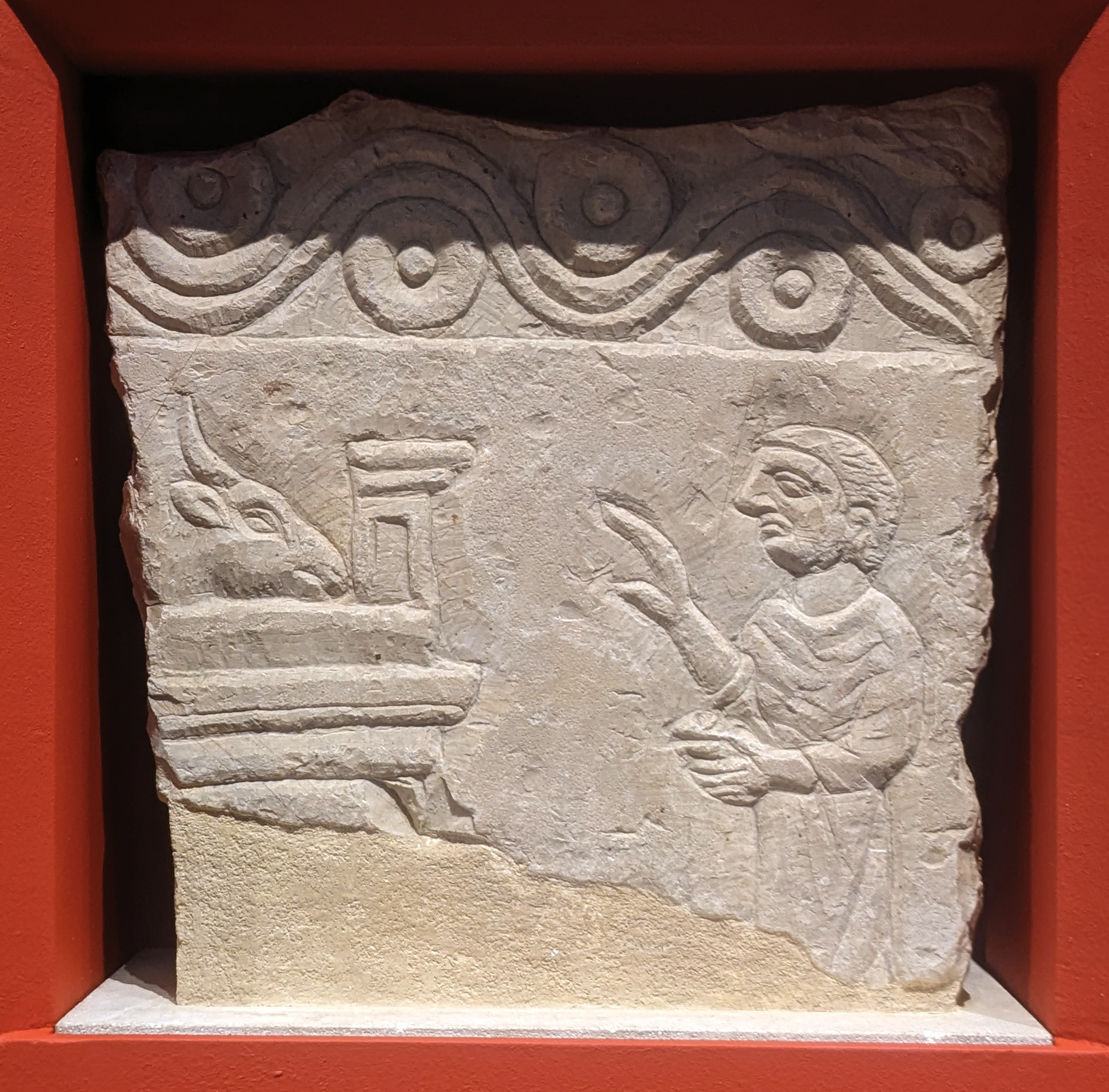
Stèle décorée d'un orant apportant une offrande, calcaire, Musée du Louvre, AO 5081.

La stèle figure un adulte imberbe de profil gauche, plus précisément de trois quarts ; il porte une tiare plate, chapeau typique des kohanim (prêtres puniques) ou phénico-achéménide et une tunique punique à manches longues retenue par une ceinture, et tient dans ses bras un jeune enfant « emmaillotté ». Le profil gauche est le profil le plus usuellement représenté, peut-être du fait du sens de l'écriture phénicienne. La tunique est sans doute en lin, tissu utilisé pour les vêtements des prêtres orientaux. Le pied droit est avancé et la main droite de l'adulte est levée en signe de prière ou de bénédiction. Le « langage gestuel » est connu en Phénicie et se retrouve aussi sur une stèle de Sousse. Les limites du vêtement sont marquées par des traits au cou et autour du poignet. Les traits du visage du personnage « ne sont pas individualisés », et « tout détail gratuit a été banni ». La bouche du personnage n'est pas tracée ; selon Hélène Bénichou-Safar, il est muet et attend une réaction de la divinité dans un « silence religieux », après avoir énoncé une prière. Lors d'une cérémonie dans un temple, le personnage est « dans l'attente d'une réaction extérieure ».

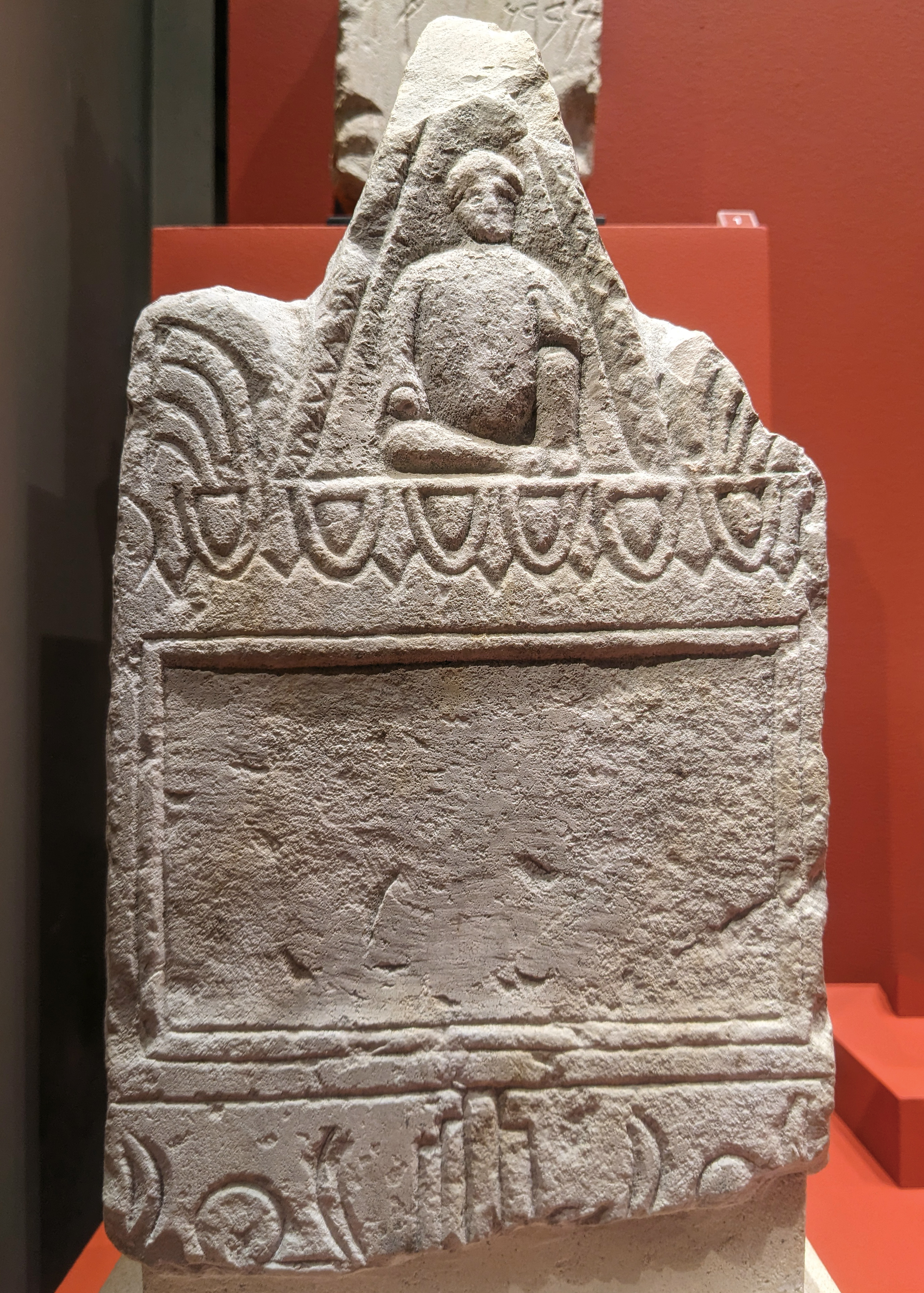
Stèle avec cartouche anépigraphe et en décor temple boy, signes de Tanit, doigts de main et divers éléments, calcaire, Musée du Louvre, AO 23046.

Avec le bras gauche, il tient un enfant représenté schématiquement. L'enfant est « à peine esquissé », peut-être pour « lui dénier le statut de personne », les jeunes enfants n'étant pas de prime abord intégrés à la société antique. L'enfant semble vivant du fait de sa posture, son âge est estimé entre deux et trois ans, « au moment du sevrage », ce qui en fait un « candidat idéal à des rites d'intégration ».
Les pieds nus et le chapeau de l'adulte sont deux caractéristiques des prêtres. L'adulte porte un bracelet torsadé à l'avant-bras, une « marque spécifique de l'attachement du fidèle à son dieu ». On observe une distorsion dans la représentation du personnage de profil, un peu comme dans l'art égyptien. Le personnage est statique.
Le personnage est décentré par rapport aux autres motifs, regarde face à lui et semble « indifférent au spectateur ». Dans une stèle peu large, l'artiste a créé du vide, le personnage étant sans doute orienté vers la divinité et l'autel qui lui est dédié. Les personnages sont représentés de profil, ce qui « inscrit son sujet dans son temps » et est « narratif ».

## Interprétation

### Rares représentations humaines

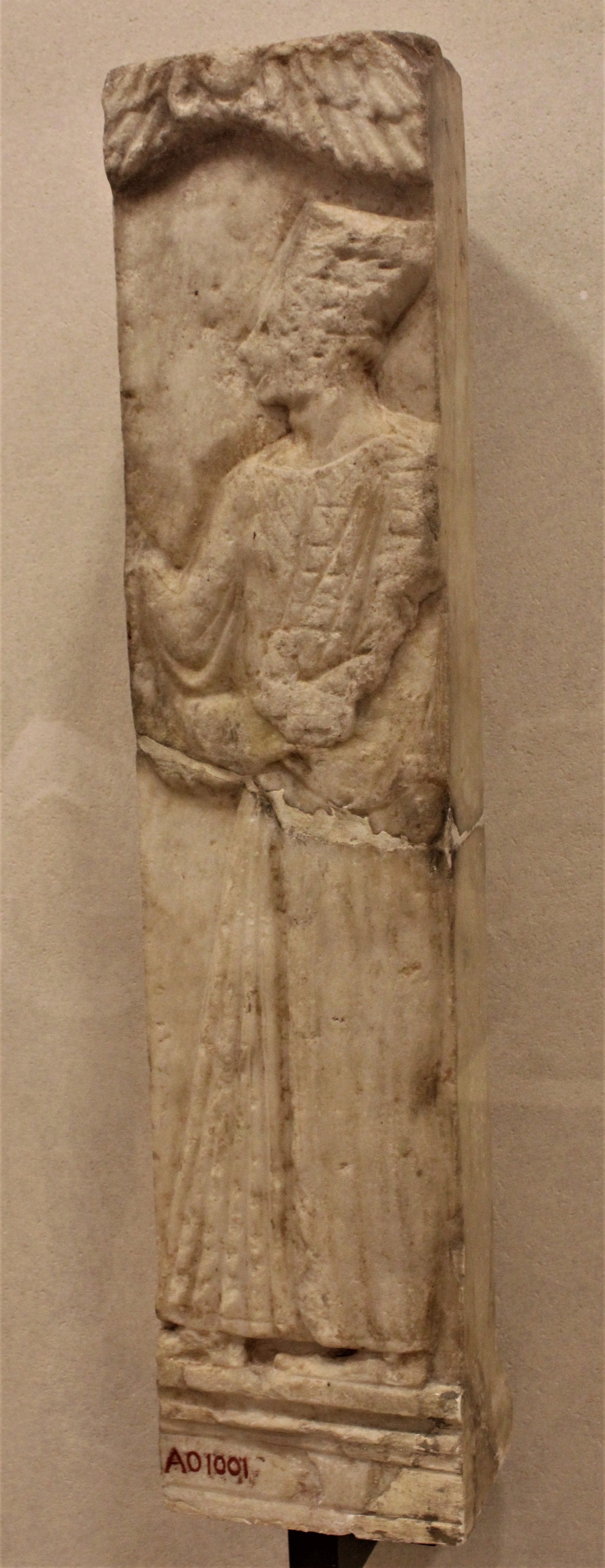
Stèle représentant un personnage de profil levant le bras droit, provenance de Tyr, Musée du Louvre, marbre, AO 1001.

La découverte de la stèle est remarquable car les stèles puniques connues auparavant étaient pourvues d'une « ornementation réduite, sommaire et répétitive ». Madeleine Hours-Miédan signale au milieu du XXe siècle que sur 5 000 stèles connues à cette date, seulement une vingtaine portent une représentation humaine.
Plusieurs stèles portent des représentations de personnages identifiés comme des prêtres, avec un costume de lin spécifique. Sur l'une des stèles, le prêtre est vêtu d'une longue robe de lin avec une tunique ; il porte en outre une épitoge sur l'épaule gauche, évoquée par certaines sources anciennes comme de couleur pourpre. La stèle du prêtre à l'enfant peut être rapprochée selon Hours-Miédan d'une stèle découverte à Lilybée et d'une autre provenant du secteur de Tyr et conservée au musée du Louvre.
La représentation des enfants est très rare. La représentation est peut-être ou non une représentation d'« un sacrifice imminent », mais l'enfant est manifestement en vie. Une autre stèle de Carthage connue représente un enfant, une stèle de Tharros représente deux bustes humains dont celui d'un enfant, une autre stèle du tophet de Sulcis figure un enfant dans les bras d'un homme adulte, de même un enfant est également représenté sur une stèle de Monte Sirai. L'étude iconographique permet une meilleure connaissance des rites du tophet et la situation des stèles du tophet de Carthage est « exceptionnellement favorable » avec des « milliers de stèles votives décorées ».
La stèle du Prêtre est « la plus émouvante [des] représentations » figurées sur les stèles retrouvées au tophet de Carthage et l'une des découvertes les plus remarquables effectuées sur le site tant du fait de l'œuvre stricto sensu que de l'interprétation apportée par les spécialistes. L'identification à un prêtre peut se déduire en comparant avec les représentations de prêtres découvertes dans les fouilles du sanctuaire d'Oum el Hamed au Liban. L'enfant porté par un prêtre serait le protagoniste d'« une cérémonie de lustration ou de bénédiction ».

### Témoignage archéologique au cœur des débats historiographiques sur les sacrifices humains

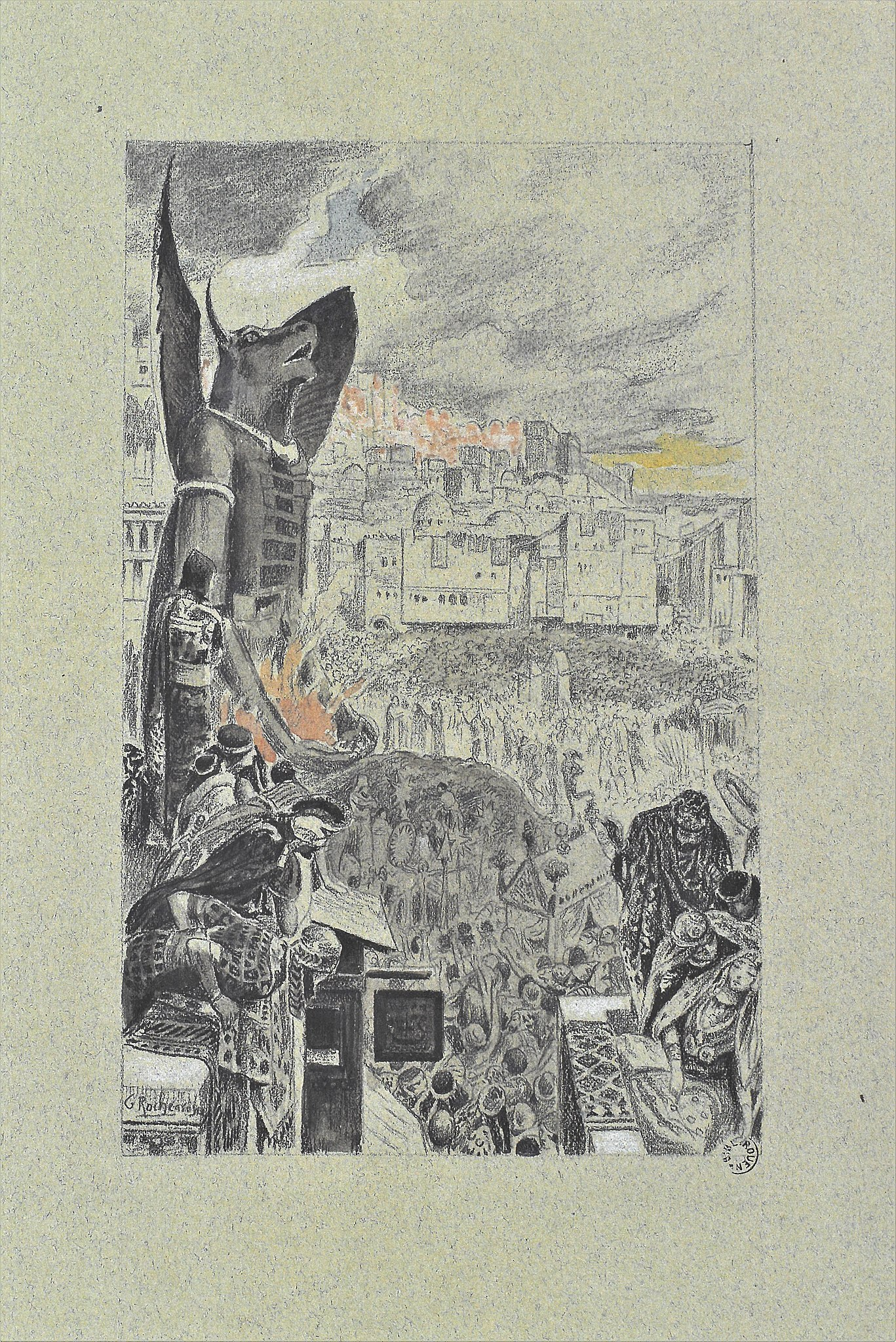
Sacrifice des enfants à Moloch, composition de Georges-Antoine Rochegrosse pour le roman de Gustave Flaubert, vers 1900.

Gustave Flaubert développe en 1862 son roman Salammbô qui devient « un texte obligé en matière de civilisation carthaginoise » en se basant sur les sources anciennes dont Diodore de Sicile. L'écrivain français évoque dans sa correspondance, de façon très familière, une « rôtisserie des moutards ». Le premier lien entre le lieu appelé tophet sur un site archéologique phénico-punique et les textes évoquant les sacrifices humains est fait en 1919 par Joseph Whitaker lors des fouilles du site sicilien de Motyé et n'est donc pas lié à la découverte de la stèle du Prêtre.
Certains archéologues ont très vite interprété le tophet comme le lieu évoqué par les textes littéraires, celui où étaient sacrifiés les enfants en cas de danger. Les premiers fouilleurs du tophet considèrent la stèle du Prêtre comme « un véritable manifeste de la vocation du tophet » ou même une « enseigne parlante d'une aire sacrificielle », « sans preuve irrécusable ». Contre la majorité qui penche alors pour une parenté avec les scènes décrites dans le roman de Flaubert, Charles Saumagne appelle à la prudence et s'insurge contre l'interprétation qui est faite de la découverte. Considérer les enfants comme des victimes de « Moloch » est selon lui « imprudent et grave ».

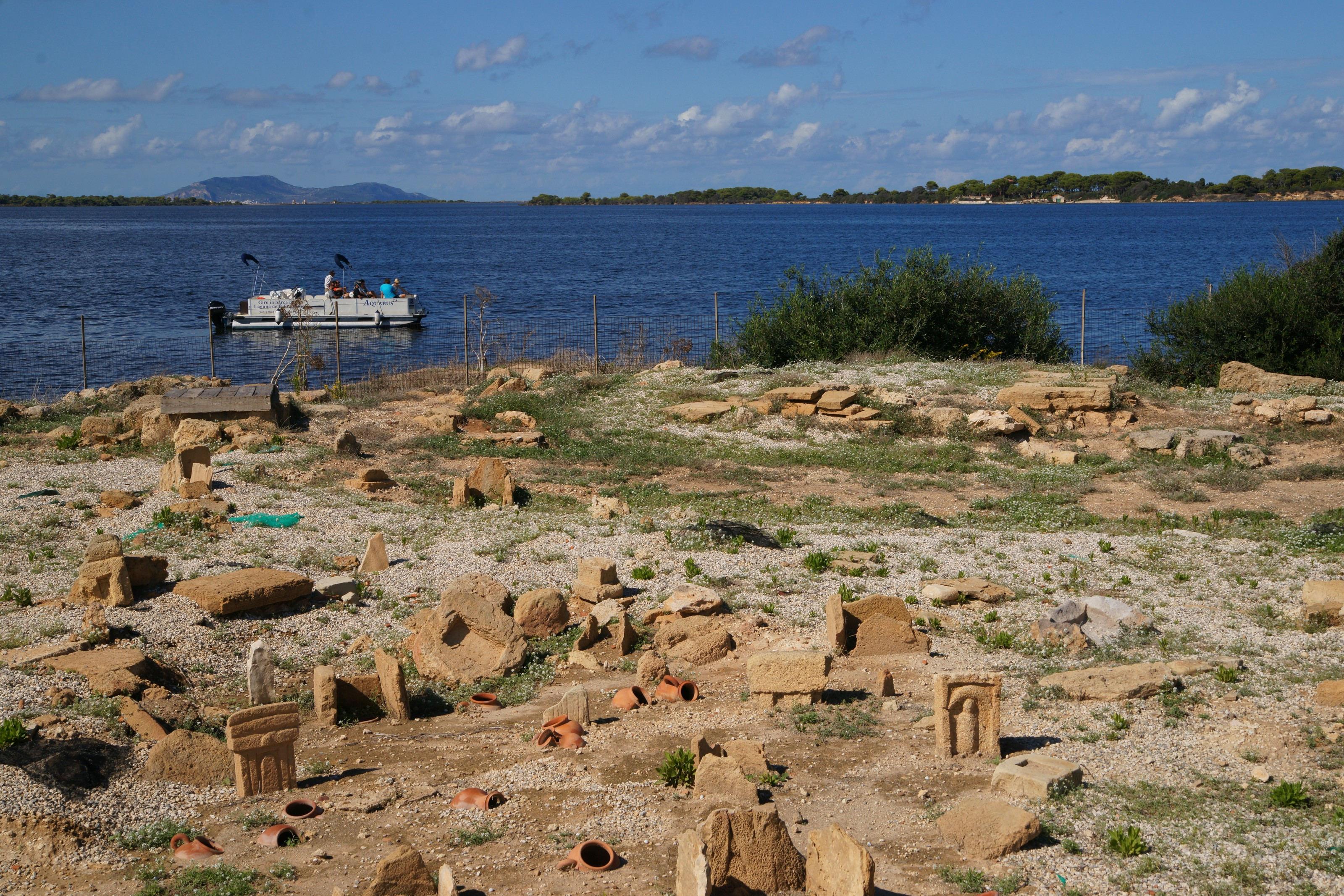
Vue du tophet de Motyé.

Une nouvelle preuve archéologique est apportée dans les années 1950 avec la découverte de cippes portant l'inscription MLK, le Moloch. Le molk est considéré comme un rituel par Otto Eissfeldt dès le milieu des années 1930. La recherche dans les années 1960 évoque un « sacrifice en échange d'un enfant ». L'historiographie tunisienne, dont Salah-Eddine Tlatli qui appelle à « décoloniser l'histoire », reste fidèle à la théorie de l'usage du lieu pour le sacrifice des enfants, même si elle banalise ce fait en évoquant une pratique connue à l'échelle méditerranéenne. Une « filiation scientifique » est donc établie entre cette école post-coloniale et les archéologues de la période du protectorat.
Dans les années 1970, les chercheurs mettent en relation l'« étonnante rareté des tombes enfantines » et le tophet, qui est considéré comme « un hybride de sanctuaire et de nécropole » d'enfants décédés prématurément. Hélène Bénichou-Safar évoque le tophet comme « lieu d'ensevelissement des très jeunes individus morts naturellement » et il y a alors « une révision du problème des sacrifices » et un « renversement de perspective » avec l'intervention de Sabatino Moscati,. L'historicité des sacrifices à Carthage ou dans le monde punique est récusée, même si la thèse de cimetières d'enfants semble devoir être récusée également, du fait de l'absence d'inscriptions à finalité funéraire. M'hamed Hassine Fantar évoque à propos de la stèle du prêtre les deux thèses, le sacrifice mais « sans exclure l'éventualité de la substitution ».
Dans les années 1990, les historiens sont partagés entre d'une part les partisans de l'existence des sacrifices de jeunes enfants à Carthage, dans l'enceinte du tophet, et d'autres qui considèrent le site comme un lieu d'inhumation des enfants. La thèse des cimetières d'enfants, acceptée par la plupart des chercheurs au début des années 2000, doit être nuancée et les « sacrifices humains occasionnels » semblent probables. Maurice Sznycer, encore dans les années 1990, s'inscrit dans l'historiographie du tophet comme lieu de sacrifices humains ou de substitution, même s'il nuance le propos comme lieu de sacrifices rares. Sznycer évoque la distinction entre stèles funéraires et stèles votives du tophet. Une « position médiane » se dessine toutefois dans les années 2000, avec les données issues de l'archéologie et de l'épigraphie : le site est celui d'un sanctuaire, pas seulement une nécropole ; il y a eu des sacrifices mais « ni massifs ni systématiques ».
Les jeunes enfants, dotés d'« un pouvoir prophétique », pourraient aussi avoir été intégrés au monde divin par le feu de la crémation. Les nouveau-nés auraient bénéficié donc d'« un rite de passage ». Les jeunes enfants, rendus à la divinité, auraient intercédé auprès des divinités. Les parents ont pu demander à la divinité un autre enfant à Ba'al Hammon ou à Tanit Péné Baal.
La thèse traditionnelle demeure cependant défendue par certains spécialistes dont Lawrence Stager. L'analyse médico-légale des restes a conclu à la présence de jeunes enfants ou prématurés ; ils ont selon certains historiens été « rappelés par la divinité ». Samir Aounallah opte au début des années 2020 pour la théorie des sacrifices ponctuels, en se basant sur l'étude d'autres sites, comme celle du tophet de Sulcis en Sardaigne.

### Document unique décrivant un rituel au-delà des polémiques historiographiques
Le débat historiographique qui traverse le XXe siècle et perdure au début du XXIe siècle n'est pas encore tranché par l'analyse des restes humains présents dans les urnes et il est probable qu'il ne puisse jamais l'être. Les analyses ostéologiques ne permettent pas de dire si la crémation des corps a eu lieu avant ou après la mort.
Selon Hélène Bénichou-Safar, la stèle du Prêtre « raconte avec la plus grande économie de moyens […] une séquence de rituel ». Le rituel est décrit ainsi « au cours d'une cérémonie très solennelle qui s'est déroulée dans un temple, un prêtre qui avait préalablement reçu des mains d'un adulte un très jeune enfant, a présenté cet enfant à la divinité matérialisée par un substitut, a prononcé à cette occasion quelques mots à son sujet puis a attendu, muet, tendu, dans une pose convenue et un silence religieux, la réaction du dieu ». Les motifs présents sur les stèles ne sont pas « gratuits », liés à « une véritable langue des images ». L'usage important des décors et des inscriptions à partir de la fin du IVe siècle av. J.-C. est peut-être lié à « la brusque et massive hellénisation de Carthage ».
L'intérêt de cette pièce réside dans le fait qu'elle constitue l'unique document figuré relatif au rituel du molk et alimente la polémique sur les sacrifices des enfants par les Carthaginois, donnant une consistance archéologique aux assertions de certains auteurs antiques, en particulier gréco-romains, et aux données bibliques sur la question des sacrifices humains.